# 失去戰鬥能力者
失去戰鬥能力者（直译：「失去戰鬥力的」，[ɔʁ də kɔ̃ba]）或译作退出戰鬥者、失去战斗力的人，是战争法中的一个法语术语。用于指在战争期间无法履行战斗职责的人。其例子有从被击毁的飞机上跳伞的人，沉船幸存者，因伤病无法战斗者，被拘留者等等不再参与敌对行为的人。
根据1949年《日内瓦公约》，敌方战斗员失去戰鬥能力后，即转为非战斗员，并将因此自动获得被保护人员地位，但其之后的待遇可能视其身份有所区别：对合法战斗员，他们将获得战俘地位，并且不能仅因为参与敌对行动而被检控；而对于非法战斗员（例如雇佣兵，未着己方制服且不是被占领土居民的间谍），他们不获得战俘地位和对应的特权。此类人员可以被检控，定罪并可能因其所犯罪行受到死刑在内的处罚。
《日内瓦公约第一附加议定书》对失去戰鬥能力者规定如下：

下列的人是失去战斗力的人：

(一)在敌方权力下的人；

(二)明示投降意图的人；或

(三)因伤或病而失去知觉，或发生其它无能力的情形，因而不能自卫的人；

但在上述任何情形下，均须不从事任何敌对行为，并不企图脱逃。